# Ace Sports Group Tennis Classic
L'Ace Sports Group Tennis Classic è un torneo professionistico di tennis giocato su campi in terra rossa. Fa parte dell'ITF Women's Circuit. Si gioca annualmente Lutz e Innisbrook negli Stati Uniti.

## Albo d'oro

### Singolare
| Anno | Campionessa     | Finalista        | Punteggio      |
| ---- | --------------- | ---------------- | -------------- |
| 2009 | Sharon Fichman  | Lauren Albanese  | 6-4, 7-65      |
| 2010 | Mandy Minella   | Jamie Hampton    | 6–2 4–6 6–2    |
| 2011 | Laura Siegemund | Jessica Pegula   | 6(4)–7 6-1 6-2 |
| 2012 | Grace Min       | Gail Brodsky     | 2–6, 6–2, 6–4  |
| 2013 | Tadeja Majerič  | Ajla Tomljanović | 6–2, 6–3       |

### Doppio
| Anno | Campionesse                       | Finaliste                               | Punteggio |
| ---- | --------------------------------- | --------------------------------------- | --------- |
| 2009 | Kimberly Couts Sharon Fichman     | Story Tweedie-Yates Mashona Washington  | 6-4, 7-5  |
| 2010 | Aurélie Védy Mashona Washington   | Maria Fernanda Alves Florencia Molinero | 6–3 6–3   |
| 2011 | Ahsha Rolle Mashona Washington    | Gabriela Dabrowski Sharon Fichman       | 6-4 6-4   |
| 2012 | Dar'ja Kustova Ioana Raluca Olaru | Gioia Barbieri Nadejda Guskova          | 6–3, 6–1  |
| 2013 | Ulrikke Eikeri Chieh-Yu Hsu       | Florencia Molinero Adriana Pérez        | 6–3, 6–0  |